# Gangliosidosis tipo I GM1
La gangliosidosis tipo I GM1 es un trastorno metabólico de carácter autosómico recesivo caracterizado por la acumulación generalizada de gangliósidos GM1, debido a la ausencia de la enzima beta galactosidasa encargada de catalizar la hidrólisis de los betagalactósidos de los gangliósidos.

## Historia
John Patrick Caffey fue el primero en describir la enfermedad en 1951 con un cuadro de seudo-Hurler, pero su adscripción a las gangliosidosis generalizadas se dio en 1964 por LANDING, y en 1969 O'BRIEN fue el encargado de demostrar el déficit de la enzima beta galactosidasa.

## Fisiopatología
La beta galactosidasa es una hidrolasa lisosomal encargada de catalizar la eliminación de la β-galactosa terminal enlazada en los  glicoconjugados (por ejemplo, gangliósido GM1), generando gangliósido GM2. También funciona para degradar otras β-galactosa como el queratán sulfato. Los productos de la degradación del queratán sulfato se acumulan en las células somáticas (vísceras), causando Organomegalia. La deficiencia de la enzima beta galactosidasa se debe a diferentes mutaciones en el cromosoma 3 (3p2133) quien codifica ésta enzima.
Los gangliósidos son componentes normales de las membranas celulares,particularmente en las neuronas, el gangliósido GM1 es uno de los más importantes en el cerebro de los vertebrados. Se cree que la acumulación de tóxicos asialo-compuestos y liso-compuestos derivados gangliósidos GM1 pueden ser neuropáticos. La acumulación de GM1 parece inducir de forma indirecta una vía apoptótica neuronal.

## Clasificación

### Tipo 1 (infantil)
El trastorno gangliosídico tipo I se desarrolla en los primeros seis meses de vida y combina las características de una neurolipidosiscon las de una mucopolisacaridosis, se desarrolla con organomegalia, distosia múltiple, aumento del tamaño de la cara, y rápido deterioro neurológico;Algunos de los síntomas visibles más comunes son: manchas mongólicas, puntoso rojo-cereza en la mácula, anormalidades esqueléticas (escoliosis). La muerte ocurre por lo regular en los primeros 3 años de vida por infección e insuficiencia cardiopulmonar.

### Tipo 2 (juvenil)
El trastorno gangliosídico tipo II se desarrolla del segundo al tercer año de edad y se caracteriza por un desarrollo físico tardío, síntomas de ataxia motora que acaba conduciendo a una descerebración con ataques epilépticos, la afectación visceral es leve. Los pacientes en muy pocos casos superan los veinte años de edad antes de morir.

### Tipo 3 (adulto)
El trastorno gangliosídico tipo III se puede desarrollar durante la adolescencia, pero su diagnóstico se da en la edad adulta; el desarrollo neurológico transcurre de forma normal y con el tiempo se desarrolla demencia lenta progresiva, degeneración espinocerebelar, distonía, enfermedad extrapiramidal, y se visualizan características clínicas de Parkinson Juvenil; el retardo cerebral inicialmente puede ser bajo o ausente, pero se presenta un progreso a lo largo del tiempo.

## Epidemiología
En los Estados Unidos la gangliosidosis es relativamente extraña, con una incidencia de 1:200.000 personas; aunque no sucede lo mismo en todo el mundo, en Malta en los últimos años se ha presentado un incremento en la incidencia de la enfermedad, llegando a una proporción 1:3700 habitantes. También puede haber cierta especificidad por algunos grupos étnicos, como ciertas poblaciones del sur de Brasil y la población japonesa o con ascendencia japonesa.

## Signos y Síntomas

### Neurológicos
Retraso psicomotor severo, no puede sentarse o gatear, hiperreflexia generalizada, retraso mental (grave), convulsiones tónico-clónicas.

### Gastrointestinales
Falta de apetito, succión débil, retraso en el desarrollo, retraso del crecimiento, hepatomegalia/hepatoesplenomegalia, hernias umbilicales e inguinales.

### Musculoesqueléticos
Faciales:
Prominencia frontal, puente nasal deprimido, lobulillos de la oreja grandes, rasgos faciales toscos, macroglosia leve, edema facial.
Otros:
Cifoescoliosis dorsolumbar, rigidez en las articulaciones con contracturas en flexión de codos y rodillas.

### Oculares
Opacidad corneal difusa, Manchas Maculares rojo-cereza, alteración vascular retiniana y hemorragia, atrofia óptica, ceguera temprana, nistagmo, estrabismo.

### Respiratorios
Bronconeumonía recurrente

### Cardiovasculares
Taquicardia auricular paroxística, cardiomegalia.

### Genitourinarios
Edema escrotal

### Dermatológicos
Piel gruesa, hirsuta, áspera

## Pruebas diagnósticas
El diagnóstico de gangliosidosis GM1 se puede dar por una medición de la actividad enzimática de beta galactosidasa en los leucocitos de sangre periférica. Los pacientes con la forma infantil casi no tienen actividad de la enzima, mientras que los pacientes con la forma adulta puede tener actividad residual de 5-10% de los valores de referencia. La superposición a menudo está presente entre los pacientes homocigotos sin gangliosidosis GM1 y los portadores heterocigotos, por lo tanto, la detección de portadores heterocigotos mediante el análisis de la enzima no es confiable.
Orina: los galactosa-oligosacáridos que contiene un paciente son excretados en la orina. Su presencia puede ser utilizada como una prueba de diagnóstico auxiliar, y la concentración de los metabolitos es proporcional a la gravedad de la enfermedad.
Hemograma completo: la vacuolización de los linfocitos puede estar presentes en pacientes con gangliosidosis GM1, pero es un indicador inespecífico que se observa en una variedad de trastornos de depósito lisosomal.
Análisis molecular: El análisis molecular del gen de la galactosidasa β-1 (GLB1) se encuentra clínicamente disponible.
El estudio del líquido amniótico puede ser también una prueba para detectar la enfermedad antes del nacimiento.´
Radiografía: radiografías del esqueleto pueden mostrar cambios característicos de la disostosis múltiple (como se observa en las mucopolisacaridosis), incluyendo engrosamiento de la bóveda craneal, silla turca en forma de J ampliada, grandes costillas en forma de espátula, displasia acetabular, acortamiento de los huesos largos, con ensanchamiento diafisario, y las vértebras toracolumbares hipoplásicas y picudas anteriores. También puede ser demostrado un retraso en la edad ósea. En la forma adulta, sólo los cambios vertebrales leves se pueden observar.